# DEFA-Märchenfilm
Anfang der 1950er Jahre begann man in der DDR mit der Produktion der DEFA-Märchenfilme.

## Hintergrund
Die DEFA war das erste Filmstudio in den vier Besatzungszonen, das nach 1945 eine Lizenz erhielt, produzierte aber in der Besatzungszeit keine Märchenfilme. Die DEFA-Kinderfilmproduktion näherte sich dem Märchenerbe anfangs nur langsam, auch weil die Grimmsche Sammlung in der sowjetischen Besatzungszone nicht unumstritten war. Die Märchen der Brüder Grimm schienen einerseits als zu illusionär-romantisch und mystisch, andererseits als zu grausam und blutig. 1948 schlug Wolff von Gordon der DEFA eine Verfilmung des Märchens Das kalte Herz von Wilhelm Hauff vor. Erst zwei Jahre nach der Gründung der DDR wurde mit Das kalte Herz der erste Märchenfilm, der zugleich auch der erste DEFA-Farbfilm in Agfacolor ist, unter der Regie von Paul Verhoeven im Frühling und Sommer 1950 in den Babelsberger Studios gedreht, und dank 9.779.526 Zuschauern wurde er zudem sogleich auch einer der erfolgreichsten DEFA-Filme überhaupt. 1953 wurde der Zuschauerrekord mit dem zweiten Märchenfilm der DEFA, Die Geschichte vom kleinen Muck von Wolfgang Staudte, mit 12,9 Millionen Kinobesuchern gebrochen, was auch auf die aufwendige Produktion und die seinerzeit noch nicht so gängigen Spezialeffekte zurückzuführen ist. Damit ist die Wilhelm-Hauff-Verfilmung der besucherstärkste Kinofilm der DDR.
Durchschnittlich erreichten die nachfolgenden Märchenproduktionen vier bis fünf Millionen Zuschauer. 1961 wurde erst- und letztmals mit einer Verfilmung nach Hans Christian Andersen, die den Titel Das Kleid trug, ein Märchenfilm verboten. Im Juli 1989 wurde mit Hannelore Unterbergs Produktion Verflixtes Mißgeschick!, in der Carmen-Maja Antoni die Titelrolle spielt, der letzte DEFA-Märchenfilm auf der Kinoleinwand gezeigt.

### Erfolg
Die Filme zählen teilweise zu den bedeutenden deutschen Filmen. Im Laufe der Jahrzehnte entwickelten sich die Filme zu Kultfilmen und werden regelmäßig im KiKA-Sonntagsmärchen und zur Weihnachtszeit in den Dritten Programmen gezeigt. Vor allem die Kooperationsproduktion Drei Haselnüsse für Aschenbrödel (1973) mit der ČSSR erlangte große Bekanntheit.
Die DEFA-Märchenfilme sind als Teil des gesamten Filmerbes der DEFA über die Archivplattform Progress Film zugänglich und lizenzierbar.

## Übersicht der DEFA-Märchenfilme
- 1950: Das kalte Herz – Regie: Paul Verhoeven, Vorlage: Wilhelm Hauff
- 1953: Die Geschichte vom kleinen Muck – Regie: Wolfgang Staudte, Vorlage: Wilhelm Hauff
- 1955: Der Teufel vom Mühlenberg – Regie: Herbert Ballmann, Vorlage: Harzsage
- 1956: Das tapfere Schneiderlein – Regie: Helmut Spieß, Vorlage: Brüder Grimm
- 1957: Das singende, klingende Bäumchen – Regie: Francesco Stefani, Vorlage: Brüder Grimm
- 1958: Die Geschichte vom armen Hassan – Regie: Gerhard Klein, Vorlage: Uigurisches Märchen
- 1959: Das Feuerzeug – Regie: Siegfried Hartmann, Vorlage: Hans Christian Andersen
- 1960: Hatifa – Regie: Siegfried Hartmann, Vorlage: Willi Meinck
- 1960: Das Zaubermännchen – Regie: Christoph Engel und Erwin Anders, Vorlage: Rumpelstilzchen von den Brüdern Grimm
- 1961: Schneewittchen – Regie: Gottfried Kolditz, Vorlage: Brüder Grimm
- 1961: Die goldene Jurte – Regie: Rawsha Dorshpalam
- 1961: Das hölzerne Kälbchen – Regie: Bernhard Thieme, Vorlage: Das Bürle von den Brüdern Grimm
- 1961: Das Märchenschloß – Regie: Herrmann Zschoche, Vorlage: Der Märchenschimmel von Fred Rodrian
- 1962: Rotkäppchen – Regie: Götz Friedrich, Vorlage: Brüder Grimm
- 1963: Frau Holle – Regie: Gottfried Kolditz, Vorlage: Brüder Grimm
- 1964: Die goldene Gans – Regie: Siegfried Hartmann, Vorlage: Brüder Grimm
- 1965: König Drosselbart – Regie: Walter Beck, Vorlage: Brüder Grimm
- 1967: Turlis Abenteuer – Regie: Walter Beck, Vorlage: Pinocchios Abenteuer von Carlo Collodi
- 1969: Wie heiratet man einen König? – Regie: Rainer Simon, Vorlage: Die kluge Bauerntochter von den Brüdern Grimm
- 1971: Dornröschen – Regie: Walter Beck, Vorlage: Brüder Grimm, Charles Perrault
- 1972: Sechse kommen durch die Welt – Regie: Rainer Simon, Vorlage: Brüder Grimm
- 1973: Drei Haselnüsse für Aschenbrödel – Regie: Václav Vorlíček, Vorlage: Božena Němcová
- 1973: Susanne und der Zauberring – Erwin Stranka
- 1974: Hans Röckle und der Teufel – Regie: Hans Kratzert, Vorlage: Meister Hans Röckle und Mister Flammfuß von Ilse und Vilmos Korn
- 1976: Das blaue Licht – Regie: Iris Gusner, Vorlage: Brüder Grimm
- 1977: Wer reißt denn gleich vor’m Teufel aus – Regie: Egon Schlegel, Vorlage: Der Teufel mit den drei goldenen Haaren von den Brüdern Grimm
- 1979: Schneeweißchen und Rosenrot – Regie: Siegfried Hartmann, Vorlage: Brüder Grimm, Die drei verwunschenen Fürsten von Božena Němcová
- 1979: Der Katzenprinz – Regie: Ota Koval
- 1980: Der Spiegel des großen Magus – Regie: Dieter Scharfenberg
- 1982: Der Prinz hinter den sieben Meeren – Regie: Walter Beck, Vorlage: Das singende springende Löweneckerchen von den Brüdern Grimm
- 1984: Die vertauschte Königin – Regie: Dieter Scharfenberg, Vorlage: Die Schustersfrau als Zarin von Andrej Platonow
- 1985: Gritta von Rattenzuhausbeiuns – Regie: Jürgen Brauer, Vorlage: Gisela von Arnim
- 1985: Eine zauberhafte Erbschaft – Regie: Zdeněk Zelenka und Michael Kann
- 1986: Der Bärenhäuter – Regie: Walter Beck, Vorlage: Brüder Grimm
- 1988: Froschkönig – Regie: Walter Beck, Vorlage: Brüder Grimm
- 1988: Der Eisenhans – Regie: Karl Heinz Lotz, Vorlage: Brüder Grimm
- 1989: Die Geschichte von der Gänseprinzessin und ihrem treuen Pferd Falada – Regie: Konrad Petzold, Vorlage: Die Gänsemagd von den Brüdern Grimm
- 1989: Verflixtes Mißgeschick! – Regie: Hannelore Unterberg
- 1991 (1961): Das Kleid – Regie: Konrad Petzold, Vorlage: Des Kaisers neue Kleider von Hans Christian Andersen